# Standing on a Beach
Albums de The Cure
The Head on the Door
(1985) Kiss Me, Kiss Me, Kiss Me
(1987)
Standing on a Beach: The Singles (titrée Staring at the Sea: The Singles au format CD) est une compilation du groupe anglais The Cure, sortie le 6 mai 1986.
Elle rassemble, dans son format vinyle, tous les singles du groupe de ses débuts à 1985, au nombre de treize. La version CD, titrée Staring at the Sea: The Singles, comporte quatre chansons supplémentaires qui n'ont pas fait l'objet de singles mais bénéficient chacune d'un clip vidéo que l'on retrouve sur la cassette vidéo sortie simultanément, Staring at the Sea: The Images.
La version cassette audio comprend les singles ainsi que douze titres supplémentaires sortis en face B,.   
Le titre de la compilation provient du premier morceau, Killing an Arab, qui est inspiré d'un épisode du roman L'Étranger d'Albert Camus paru en 1942. Cette chanson débute par les vers « Standing on a beach with a gun in my hand, staring at the sea, staring at the sand... ». A la fin de cette chanson, le chanteur dit de façon quasi inaudible «Meursault», le narrateur du roman.
Cette compilation connut un réel succès dans les classements du monde entier, entrant notamment dans les 50 premiers du Billboard 200 aux États-Unis où The Cure devenait alors une valeur sûre de la musique new wave/rock alternatif.

## Liste des chansons

### Version vinyle
| 1. | Killing an Arab              | - Robert Smith - Lol Tolhurst - Michael Dempsey      | 2:22 |
| 2. | Boys Don't Cry               | - Smith - Tolhurst - Dempsey                         | 2:35 |
| 3. | Jumping Someone Else's Train | - Smith - Tolhurst - Dempsey                         | 2:54 |
| 4. | A Forest                     | - Smith - Tolhurst - Simon Gallup - Matthieu Hartley | 4:53 |
| 5. | Primary                      | - Smith - Tolhurst - Gallup                          | 3:33 |
| 6. | Charlotte Sometimes          | - Smith - Tolhurst - Gallup                          | 4:13 |
| 7. | The Hanging Garden           | - Smith - Tolhurst - Gallup                          | 4:21 |

| 1. | Let's Go to Bed | - Smith - Tolhurst | 3:33 |
| 2. | The Walk        | - Smith - Tolhurst | 3:28 |
| 3. | The Lovecats    | Smith              | 3:38 |
| 4. | The Caterpillar | - Smith - Tolhurst | 3:38 |
| 5. | In Between Days | Smith              | 2:58 |
| 6. | Close to Me     | Smith              | 3:39 |

### Version CD
| 1.  | Killing an Arab              | - Smith - Tolhurst - Dempsey          | 2:22 |
| 2.  | 10:15 Saturday Night         | - Smith - Tolhurst - Dempsey          | 3:37 |
| 3.  | Boys Don't Cry               | - Smith - Tolhurst - Dempsey          | 2:35 |
| 4.  | Jumping Someone Else's Train | - Smith - Tolhurst - Dempsey          | 2:54 |
| 5.  | A Forest                     | - Smith - Tolhurst - Gallup - Hartley | 4:53 |
| 6.  | Play for Today               | - Smith - Tolhurst - Gallup - Hartley | 3:42 |
| 7.  | Primary                      | - Smith - Tolhurst - Gallup           | 3:33 |
| 8.  | Other Voices                 | - Smith - Tolhurst - Gallup           | 4:26 |
| 9.  | Charlotte Sometimes          | - Smith - Tolhurst - Gallup           | 4:13 |
| 10. | The Hanging Garden           | - Smith - Tolhurst - Gallup           | 4:21 |
| 11. | Let's Go to Bed              | - Smith - Tolhurst                    | 3:33 |
| 12. | The Walk                     | - Smith - Tolhurst                    | 3:28 |
| 13. | The Lovecats                 | Smith                                 | 3:38 |
| 14. | The Caterpillar              | - Smith - Tolhurst                    | 3:38 |
| 15. | In Between Days              | Smith                                 | 2:58 |
| 16. | Close to Me                  | Smith                                 | 3:39 |
| 17. | A Night Like This            | Smith                                 | 4:11 |

## Version cassette
- Face A : contenu identique à l'intégralité de la version vinyle
- Face B : voir le déroulant ci-dessous

| 1.  | I'm Cold (Face B de Jumping Someone Else's Train)                        | - Smith - Tolhurst - Dempsey          | 2:47 |
| 2.  | Another Journey By Train (Face B de A Forest (instrumental))             | - Smith - Tolhurst - Gallup - Hartley | 3:04 |
| 3.  | Descent (Face B de Primary (instrumental))                               | - Smith - Tolhurst - Gallup           | 3:07 |
| 4.  | Splintered in Her Head (Face B de Charlotte Sometimes)                   | - Smith - Tolhurst - Gallup           | 5:16 |
| 5.  | Mr Pink Eyes (Face B du maxi de The Lovecats)                            | - Smith - Tolhurst                    | 2:42 |
| 6.  | Happy the Man (Face B de The Caterpillar)                                | Smith                                 | 2:45 |
| 7.  | Throw Your Foot (Face B du maxi de The Caterpillar)                      | Smith                                 | 3:33 |
| 8.  | The Exploding Boy (Face B de In Between Days)                            | Smith                                 | 2:52 |
| 9.  | A Few Hours After This (Face B du maxi de In Between Days)               | Smith                                 | 2:26 |
| 10. | A Man Inside My Mouth (Face B de Close to Me)                            | Smith                                 | 3:05 |
| 11. | Stop Dead (Face B du maxi de Close to Me)                                | Smith                                 | 4:02 |
| 12. | New Day (Face B des EP Half an Octopuss / Quadpus contenant Close to Me) | - Smith - Tolhurst                    | 4:08 |

## Singles
- Boys Don't Cry (new voice, new mix) / Pillbox Tales / Do the Hansa - avril 1986 (nouvelle version de la chanson Boys Don't Cry, différente de celle qui figure sur la compilation)
- Let's Go to Bed / Boys Don't Cry - juin 1986, uniquement aux États-Unis
- Charlotte Sometimes / Splintered In Her Head - juillet 1986 (réédition)

## Classements
| Classement (1986)             | Meilleure place |
| ----------------------------- | --------------- |
| Allemagne (Media Control AG)  | 11              |
| Australie (Kent Music Report) | 13              |
| Canada (RPM Top Albums)       | 48              |
| États-Unis (Billboard 200)    | 48              |
| France (IFOP)                 | 5               |
| Nouvelle-Zélande (RIANZ)      | 3               |
| Pays-Bas (Mega Album Top 100) | 6               |
| Royaume-Uni (UK Albums Chart) | 4               |
| Suède (Sverigetopplistan)     | 27              |
| Suisse (Schweizer Hitparade)  | 11              |

| Classement (1992) | Meilleure place |
| ----------------- | --------------- |
| Australie (ARIA)  | 23              |

| Classement (1986)                     | Position |
| ------------------------------------- | -------- |
| Nouvelle-Zélande (RIANZ)              | 26       |
| Pays-Bas (Album Top 100)              | 41       |
| Royaume-Uni (Official Charts Company) | 54       |

## Certifications
| Pays                    | Certification | Date       | Unités certifiées |
| ----------------------- | ------------- | ---------- | ----------------- |
| Allemagne (BVMI)        | Or            | 1990       | 250 000           |
| Australie (ARIA)        | 3 × Platine   | 2000       | 210 000           |
| États-Unis (RIAA)       | 2 × Platine   | 12/12/1997 | 2 000 000         |
| France (SNEP)           | 2 × Or        | 1992       | 200 000           |
| Nouvelle-Zélande (RMNZ) | Platine       | 01/1987    | 15 000            |
| Pays-Bas (NVPI)         | Or            | 1988       | 50 000            |
| Royaume-Uni (BPI)       | Or            | 17/06/1986 | 100 000           |
| Suisse (IFPI)           | Or            | 1990       | 25 000            |